# Kanguroszczur myszaty
Kanguroszczur myszaty, poturu, kanguroszczur właściwy (Potorous tridactylus) – gatunek ssaka z rodziny kanguroszczurowatych (Potoroidae).

## Taksonomia
Gatunek po raz pierwszy naukowo opisał w 1792 roku brytyjski przyrodnik Robert Kerr, nadając mu nazwę Didelphis tridactyla. Miejsce typowe to Zatoka Botaniczna, Sydney, Nowa Południowa Walia, Australia. Kerr swój opis oparł na podstawie „Kanguroo Rat” Arthura Phillipa z 1789 roku.
We wcześniejszych opracowaniach P. tridactylus był traktowany jako podgatunek P. gilberti, ale został przywrócony jako odrębny gatunek w 1996 roku. W 2020 roku kontrowersyjny australijski herpetolog Raymond Hoser opisał nowy gatunek Potorous waddahyamin, jednak autentyczność nazw opisanych przez Hosera jest kwestionowana przez autorytety teriologiczne i herpetologiczne oraz ICZN. Potrzebne są dalsze badania, aby udowodnić, czy ten gatunek jest ważny; do zakończenia tych badań takson waddahyamin jest traktowany przez Mammals Diversity Database jako synonim P. tridactylus.
Autorzy Illustrated Checklist of the Mammals of the World rozpoznają trzy podgatunki. Podstawowe dane taksonomiczne podgatunków (oprócz nominatywnego) przedstawia poniższa tabelka:
| Podgatunek        | Oryginalna nazwa         | Autor i rok opisu | Miejsce typowe                                                       | Holotyp                                                                                         |
| ----------------- | ------------------------ | ----------------- | -------------------------------------------------------------------- | ----------------------------------------------------------------------------------------------- |
| P. t. apicalis    | Hypsiprymnus apicalis    | Gould, 1851       | New Norfolk, Tasmania, Australia.                                    | Skóra i uszkodzona czaszka samca (sygn. BMNH 1841.1146, Muzeum Historii Naturalnej w Londynie). |
| P. t. trisulcatus | Hypsiprymnus trisulcatus | McCoy, 1865       | Toolern Creek cave deposit, w pobliżu Gisborne, Victoria, Australia. | Neotyp: fragment czaszki (sygn. NMV P 17633, National Museum of Victoria); holotyp zaginiony.   |

### Etymologia
- Potorous: rodzima nazwa Potoroo oznaczająca w Nowej Południowej Walii kanguroszczura[30].
- tridactylus: gr. τριδακτυλος tridaktulos ‘o trzech palcach’, od τρι- tri- ‘trój-’, od τρεις treis, τρια tria ‘trzy’; δακτυλος daktulos ‘palec’[31].
- apicalis: nowołac. apicalis ‘wierzchołkowy, z końcówką’, od łac. apex, apicis ‘punkt, koniec’[32].
- trisulcatus: łac. tri- ‘trój-’, od tres ‘trzy’[33]; sulcatus ‘rowkowany’, od sulcare ‘orać’, od sulcus ‘bruzda, rowek’[34].

## Zasięg występowania
Kanguroszczur myszaty występuje w zależności od podgatunku:
- P. tridactylus tridactylus – rozproszone populacje od południowo-wschodniego Queenslandu na południe wzdłuż wybrzeża do regionu Gosford (na północ od Sydney) w Nowej Południowej Walii; także na Wielkiej Wyspie Piaszczystej w Queenslandzie.
- P. tridactylus apicalis – Tasmania (z wyjątkiem regionów Midlands i Alpine), a także na wyspach Bruny, Hunter, Maria, Robbins, Three Hummock i Walker; także na King, Wyspie Flindersa, Cape Barren i Clarke Island (populacje te mogły już wyginąć).
- P. tridactylus trisulcatus – rozproszone populacje wzdłuż wybrzeża na południe od Sydney w Nowej Południowej Walii, przez południową Wiktorię (włącznie z French island; także Grampians National Park w zachodniej Wiktorii) do dalekiej południowo-wschodniej Australii Południowej.

## Opis
Długość ciała (bez ogona) 25,9–41 cm, długość ogona 18,9–26,2 cm; masa ciała 0,66–1,7 kg. Częściowo chwytny ogon. Pysk wydłużony. Ubarwienie popielate lub brunatne z szarym lub białym spodem. Dobrze rozwinięta torba lęgowa osłania 4 sutki, otwiera się do przodu.

## Tryb życia
Poturu jest samotnikiem o nocnym trybie życia. Zjada grzyby, korzonki, larwy i trawy. Zamieszkuje lasy i zarośla. Dojrzałość płciową osiągają ok. 12 miesiąca życia. Po ciąży trwającej 33–42 dni samica rodzi jedno młode. Długość życia wynosi 7 lat.

## Status zagrożenia
W Czerwonej księdze gatunków zagrożonych Międzynarodowej Unii Ochrony Przyrody i Jej Zasobów został zaliczony do kategorii NT (ang. near threatened ‘bliski zagrożenia’).